# Koltjärnen (Gagnefs socken, Dalarna)
Koltjärnen är en sjö i Leksands kommun i Dalarna och ingår i Dalälvens huvudavrinningsområde. Sjön har en area på 0,0475 kvadratkilometer och ligger 231 meter över havet. Sjön avvattnas av vattendraget Gimån.

## Delavrinningsområde
Koltjärnen ingår i det delavrinningsområde (672059-147063) som SMHI kallar för Utloppet av Gimmen. Medelhöjden är 263 meter över havet och ytan är 26,95 kvadratkilometer. Det finns inga avrinningsområden uppströms utan avrinningsområdet är högsta punkten. Gimån som avvattnar avrinningsområdet har biflödesordning 2, vilket innebär att vattnet flödar genom totalt 2 vattendrag innan det når havet efter 233 kilometer. Avrinningsområdet består mestadels av skog (73 procent). Avrinningsområdet har 4,19 kvadratkilometer vattenytor vilket ger det en sjöprocent på 15,5 procent.